# PalaSojourner
Il PalaSojourner, noto in passato come Palaloniano, è un palazzetto dello sport  della città di Rieti. Ospita gli incontri casalinghi delle locali società di pallacanestro, la N.P.C. Rieti e la Sebastiani Rieti.
Costruito nel 1974 per rimpiazzare l'ormai insufficiente PalaLeoni, è ancora oggi l'arena della storica Sebastiani Rieti. Dal novembre 2005 è intitolato a Willie Sojourner, icona della pallacanestro reatina, che perse la vita in un incidente stradale avvenuto proprio nel capoluogo sabino.. Dal 2012, vi gioca anche la NPC Rieti, società che, per alcuni anni, ha raccolto l’eredità del basket reatino dopo lo scioglimento della Sebastiani nel 2012.
Dal 2015 al 2019 il PalaSojourner, che ospita occasionalmente anche partite di altri sport e spettacoli di vario genere, è stato gestito dalla società sportiva romana Aria Sport. Dal 2020 al 2022 l’impianto è stato gestito dalla N.P.C. Rieti. Nell’agosto 2023, la Real Sebastiani Rieti si aggiudica il bando indetto dalla Provincia, ottenendo dunque la gestione del palasport reatino per una durata di almeno sei anni.

## Storia
Nel corso degli anni Sessanta, il sempre più numeroso pubblico che si stava appassionando alle vicende della pallacanestro reatina, aveva portato alla realizzazione del primo palazzetto dello sport della città di Rieti: il PalaLeoni di via dello Sport (attuale PalaCordoni), che fu inaugurato nel 1970 divenendo la sede della locale squadra AMG Sebastiani. Tuttavia il PalaLeoni aveva dimensioni modeste, e ospitare gli incontri della Sebastiani era solo in parte lo scopo dell'impianto, costruito principalmente come palestra scolastica coperta.
L'insufficienza della struttura si manifestò già nel 1973, quando la Sebastiani fu promossa in Serie A: non essendo il PalaLeoni omologato per gli incontri della massima serie (a causa della sua insufficiente capienza), la squadra fu costretta a giocare le proprie partite interne al PalaEur di Roma per tutto il campionato 1973-74. Nonostante l'urgenza di fornire alla Sebastiani una struttura adeguata, gli enti locali si trovavano impossibilitati a realizzare un nuovo palasport, per via della carenza di fondi.

### Progettazione e costruzione

I lavori di costruzione dell'impianto

Pertanto l'allora presidente Renato Milardi decise di seguire un'altra strada: anziché attendere l'intervento pubblico per la costruzione dell'impianto, cercò di convincere la Cassa di Risparmio di Rieti (CA.RI.RI.) a finanziarlo. Quando l'accordo con la banca era ancora piuttosto precario e solamente verbale, venne individuato il sito ideale in un terreno di sua proprietà, nella zona periferica di Campoloniano. Per accorciare i tempi, prima ancora di attendere l'accordo definitivo e le autorizzazioni urbanistiche, Milardi commissionò il progetto del nuovo palasport, incaricò della costruzione le ditte locali Giuliano Roversi e Rinaldo Giovannelli e anticipò di tasca propria le somme necessarie per acquistare i materiali da costruzione, che furono depositati sul terreno prescelto.
L'idea di Milardi, però, doveva ancora essere approvata dal Consiglio Direttivo della Cassa di Risparmio; inoltre c'erano da ottenere delle specifiche deroghe da parte del comune di Rieti, dal momento che il piano regolatore comunale prevedeva che su quell'area fosse costruita una casa di riposo. Solo grazie ad una continua opera di convincimento da parte del presidente Milardi e del general manager Italo Di Fazi, nonché a una notevole pressione da parte dei tifosi e dell'opinione pubblica, il sindaco Pietro Aloisi decise di non opporsi, e anche il presidente della Cassa di Risparmio Giustino De Sanctis decise di assumere tutti gli oneri della costruzione (dopo la sottoscrizione di un accordo con la società cestistica studiato dal giurista Rosario Nicolò).
Così i lavori di costruzione poterono finalmente iniziare. La loro esecuzione, però, non riuscì a concludersi entro l'inizio del campionato 1974-75 e le prime giornate dovettero essere disputate ancora al PalaEur.
La prima partita venne disputata domenica 27 ottobre 1974, quinta giornata del campionato, tra la Sebastiani sponsorizzata Brina e Siena sponsorizzata Sapori, terminata 65-62 per i locali. Gli ultimi dettagli erano stati completati freneticamente nei giorni precedenti, come il tabellone elettronico segnapunti (realizzato in modo artigianale da due dipendenti reatini dello stabilimento Texas Instruments e messo in funzione solo la sera precedente).

L'interno del Palasport poco dopo la sua inaugurazione

### Funzionamento
Nei primi anni di utilizzo la struttura ebbe semplicemente il nome di Palazzo dello Sport. Solo intorno al 1980 si iniziò ad affermare il nome di Palaloniano, che venne ideato da Attilio Pasquetti, team manager dell'epoca.
Originariamente l'arena poteva contenere quattromila spettatori, anche se successivamente venne omologato per 2.550. La proprietà dell'impianto passò poi alla Fondazione Cassa di Risparmio di Rieti e anni dopo alla Provincia di Rieti.
Nel 1991, a causa degli alti costi per la gestione del Palaloniano, la Sebastiani tornò per alcuni anni al PalaLeoni, lasciando la struttura chiusa e all'abbandono. Solo nel settembre del 1994 la squadra riportò la sua sede al Palaloniano.
Nel 2007 ha ospitato le Final Four di Coppa Italia di LegaDue e nel 2004 quelle di Serie B d'Eccellenza.

### Ristrutturazione del 2007
Nell'estate del 2007, visto il ritorno della Serie A a Rieti, sono stati eseguiti dei lavori di ristrutturazione per adeguare l'impianto agli standard richiesti: sono state aggiunte delle nuove entrate, sui gradoni sono stati montati i seggiolini, l'impianto di illuminazione è stato rifatto per adeguarlo alle esigenze televisive e sono state aggiunte delle tribune mobili al di sopra di quelle già esistenti in cemento. Anche l'impianto audio è stato completamente rifatto con il posizionamento di quattro grandi casse audio sotto la copertura all'altezza del centro campo. A seguito di questi lavori, la capienza è divenuta di 3.550 posti tutti a sedere, e l'impianto è stato dotato di un sistema di videosorveglianza interna.

### Ipotesi di ampliamento
Prima della realizzazione dei lavori di ristrutturazione del 2007, fu indetto un concorso di idee europeo per l'ampliamento dell'impianto dalla Provincia di Rieti, proprietaria della struttura. Il progetto vincitore porterebbe, oltre a una ovvia ristrutturazione esterna con facciate a vetri, un particolare rivestimento traspirante e un impianto fotovoltaico sul tetto, alla realizzazione di due nuove porzioni di tribuna al di sopra di quelle già esistenti e un analogo intervento al di sopra di entrambe le curve (non verrebbero quindi realizzati i "distinti") costituendo così una sorta di secondo anello che permetterebbe di portare la capienza a 5.840 spettatori. All'interno della struttura, in uno degli angoli fra gli spalti, verrebbero realizzati anche piccoli spazi per attività commerciali.

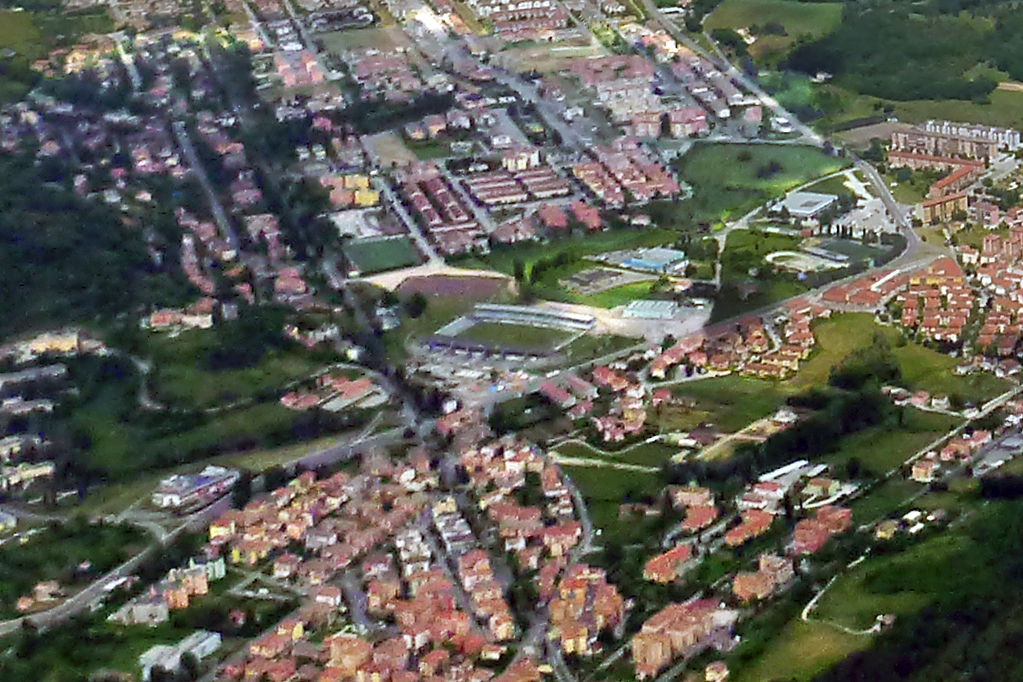
Il polo sportivo di Campoloniano visto dall'alto, con il PalaSojourner sulla destra

### Interventi successivi
Nella stagione 2010 le tracciature del campo di pallacanestro sono state ridisegnate per adeguarlo ai nuovi regolamenti (allontanamento della linea dei tre punti da 6,25 a 6,75 metri, area dei tre secondi rettangolare e non più trapezoidale e inserimento cerchio no sfondamento). Nel novembre 2018 è stata installata una nuova illuminazione a LED. Tra il 2020 e il 2023 sono stati effettuati nuovi lavori di adeguamento alle vigenti norme di sicurezza in tema di impianti sportivi, che hanno peraltro reso temporaneamente inagibili le due curve e ridotto momentaneamente la capienza a 2.964 posti. Il 1º settembre 2023 la Real Sebastiani Rieti, che nel frattempo si è aggiudicata il bando per la gestione del palasport, annuncia la piena disponibilità delle due curve, il che riporta il PalaSojourner ad essere fruibile nella sua intera capienza.

## Descrizione
Il palazzetto sorge alla periferia orientale della città di Rieti, lungo via Oreste Di Fazio, tra i quartieri residenziali di Campoloniano e Villa Reatina. Nella stessa area sorgono numerosi altri impianti, che formano il polo sportivo più importante della città: lo stadio Centro d'Italia del calcio, il PalaMalfatti del calcio a cinque, la piscina provinciale, il pattinodromo e il bocciodromo.
La sua struttura è semplice, di forma rettangolare; offre un'ottima visuale del campo.

## Struttura
- Tribuna A: Posta di fronte alle panchine. Su essa è in genere posizionata la telecamera principale per le riprese TV.
- Tribuna B: Posta dietro le panchine. Nella prima fila di questa tribuna trova posto anche la stampa.
- Curva Terminillo: Posta a sinistra delle panchine.
- Curva Velino: Posta a destra delle panchine.
- Distinti Terminillo.
- Distinti Velino.
- Sala stampa.

## Manifestazioni extra sportive
Presso il PalaSojourner sono andati in scena anche alcuni spettacoli non legati al mondo dello sport, fra questi si ricordano i concerti di Max Pezzali, Subsonica, Fiorella Mannoia, Antonello Venditti, Renzo Arbore, Francesco Guccini, Francesco De Gregori & Lucio Dalla, Alessandro Mannarino e Claudio Baglioni e spettacoli di Enrico Brignano, Maurizio Battista e due serate di Beppe Grillo, senza dimenticare il concerto di beneficenza dei Dire Straits tenuto nel 2012.